# Juan Gargurevich
Juan Gargurevich Regal (Mollendo, 1934) es periodista y docente universitario, magíster en comunicación y candidato a doctor en historia. Es un historiador del periodismo del Perú, autor de libros que han tenido mucha difusión y que son de lectura obligada para los estudiantes de periodismo. Ha publicado además en diarios y revistas numerosos textos periodísticos y académicos centrados siempre en el reclamo y la necesidad de ejercer un periodismo independiente, apegado a la verdad y la ética, con respeto al pluralismo y la libertad de expresión en general.

## Labor periodística
Nacido en el puerto de Mollendo, a temprana edad se trasladó a Lima donde cursó sus estudios escolares en el Colegio San Agustín. Se inició en el periodismo en 1954, cuando ingresó a trabajar en el diario La Crónica, donde permaneció hasta 1959. Luego laboró en los diarios Correo de Tacna, Expreso, Extra, La Voz y El Diario de Marka. Fue editor fundador de la revista izquierdista Marka en 1975, y de otras publicaciones. También fue corresponsal en el Perú de la agencia internacional de noticias ALASEI y vicepresidente de la Asociación de Prensa Extranjera. A principios del siglo XXI fundó la agencia Cucú Press. Colabora en el diario La Primera.

## Labor gremial
Es miembro del Colegio de Periodistas del Perú y socio Honorario de la Asociación Nacional de Periodistas. Dirigente gremial internacional, ha sido vicepresidente de la Federación Latinoamericana de Periodistas; vicepresidente para América Latina del Consejo de Formación Profesional de la Organización Internacional de Periodistas. Fue presidente del Club de Periodistas del Perú fundado en 1963.

## Docencia
Fue director de la Escuela de Comunicación de la Universidad Nacional Mayor de San Marcos y tuvo a su cargo la cátedra de historia de los medios. Ha sido coordinador de la especialidad de periodismo, así como decano de la Facultad de Ciencias y Artes de la Comunicación de la Pontificia Universidad Católica del Perú. En ambos centros de estudios fue profesor principal.
Desde hace más de diez años mantiene el blog «Juan Gargurevich», sobre temas de actualidad que atañen a la especialidad ().

## Libros publicados
Sus libros tratan sobre la historia y el desarrollo del periodismo en el Perú.
- 1972: Mito y verdad de los diarios de Lima. Editorial Labor. Lima.
- 1978: La razón del joven Mariátegui. Editorial Horizonte. Lima.
- 1978: Teletipo 1985. Editorial Horizonte. Lima.
- 1982: Introducción a la Historia de los Medios de Comunicación en el Perú. Editorial Horizonte. Lima.
- 1982: Géneros Periodísticos. CIESPAL. Quito.[7]
- 1987: Prensa, Radio y TV Historia crítica. Editorial Horizonte. Lima.
- 1988: Comunicación y democracia en el Perú. Editorial Horizonte. Lima.
- 1991: Historia de la prensa peruana. Ediciones La Voz. Lima.
- 2000: La prensa sensacionalista en el Perú. Fondo Editorial Pontificia Universidad Católica del Perú. Lima.
- 2002: La comunicación imposible. Fondo Editorial Universidad Nacional Mayor de San Marcos. Lima.
- 2003: Los periodistas. Historia del gremio en el Perú. Asociación Nacional de Periodistas. Lima.
- 2005: Última Hora. La fundación de un diario popular. La Voz Ediciones. Lima.
- 2005: Mario Vargas Llosa. Reportero a los 15 años. Fondo Editorial Pontificia Universidad Católica del Perú. Lima.
- 2009: Historias de Periodistas. La Voz Ediciones. Lima.[8]
- 2010: ¡Capturamos a Hawkins! Historia de una noticia del siglo XVI. La Voz Ediciones.
- 2011: Introducción a la Historia del Periodismo. Pontificia Universidad Católica del Perú. Lima.
- 2017: La Razón. Crónica del primer diario de izquierda. Editorial La Voz. Lima.
- 2020: El juez de Uchuraccay y otras historias. Edición del autor. Lima.[4]
- 2022: Velasco y la prensa. Fondo Editorial Pontificia Universidad Católicadel Perú. Lima

## Premios y reconocimientos
- En 1983 recibió el Premio Nacional de Periodismo otorgado por el Colegio de Periodistas del Perú.
- Desde 1995 es profesor honorario de la Universidad Nacional de San Agustín de Arequipa.
- En el 2006, el rectorado de la Universidad Nacional Mayor de San Marcos lo distinguió con el Premio al Mérito Científico.
- Desde el 2002 es profesor honorario de la Universidad Ricardo Palma, de Lima.
- En el 2015 fue nombrado doctor honoris causa de la Universidad Hermilio Valdizán, de Huánuco.